# Медведєв Володимир Олександрович
Володимир Олександрович Медведєв (рос. Владимир Александрович Медведев; нар. 28 квітня 1929, Ялта — пом. 2 березня 1988, Ленінград, Російська РФСР) — російський актор. Народний артист Росії (1980).

## Життєпис
Закінчив Студію Камерного театру в Москві (1949). З 1952 р. працював в Ленінградському театрі драми ім. О. С. Пушкіна, в 1966 р. перейшов до Великого Драматичного Театру.
Знімався у кіно з 1954.

## Фільмографія
- 1954 — «Велика сім'я»
- 1955 — «Дванадцята ніч»
- 1955 — «Овід»
- 1957—1959 — «Ходіння по муках» (фільм-драма в трьох частинах)

та інші.
Грав в українських кінокартинах:
- «Далеко від Батьківщини» (1960, Генрих фон Гольдринг)
- «Сейм виходить з берегів» (1962, Кандиба)
- «Синє небо» (1971, Сергій Царьов)
- «Схованка біля Червоних каменів» (1972, генерал Сергій Грибов).